# Editto di grazia
Con l'editto di grazia veniva concessa libertà di culto agli ugonotti francesi.
Fu sancito dal cardinale Richelieu che fu al fianco di Luigi XIII di Francia quando riprese il suo potere regio, che veniva precedentemente esercitato dalla madre Maria de' Medici.
La politica del Richelieu aveva come fine il rafforzamento del potere monarchico.
Egli intendeva affermare il principio dello stato assoluto; ne è del resto testimonianza l'atteggiamento che assunse all'indomani della sconfitta dei protestanti (1628 - La Rochelle fu l'ultima piazzaforte ugonotta a cadere all'attacco del cardinale Richelieu): nessuna condanna al rogo, anzi emanazione dell'editto di grazia (1629) che, seppur con qualche limitazione, confermava la libertà di culto per gli ugonotti.
Con questo editto però decretò il disfacimento del loro apparato politico-militare.
Si presume che l'editto di grazia fu chiamato così proprio perché i protestanti furono in un certo senso graziati dal cattolico Richelieu dopo la sconfitta dell'anno prima.